# Denbigh (ciruela)
Denbigh es una variedad cultivar de ciruelo (Prunus domestica), de las denominadas ciruelas europeas,
una variedad de ciruela se originó en Denbigh en el condado de Denbighshire, en el Norte de Gales (Reino Unido), alrededor de 1785.
Las frutas tienen un tamaño mediano, con un color de piel rojo oscuro con tintes de púrpura, salpicado de pruina fina blanquecina, puntos numerosos, pequeños, motas doradas, y pulpa de color amarillo calabaza, textura bastante suave y jugosa, con sabor  que es subácida y un poco dulce.

## Sinonimia
- "The Denbigh plum",
- "Cox's Emperor",
- "Denbigh-Pflaume",
- "Denbigh Seedling",
- "Emperor",
- "Jemmy Moore".

## Historia
'Denbigh' es una variedad de ciruela, se dice que se originó en Denbigh en el condado de Denbighshire, en el Norte de Gales (Reino Unido), alrededor de 1785. Se cree que es sinónima de la variedad 'Cox's Emperor', pero es claramente diferente.
La variedad de ciruela 'Denbigh' ha sido descrita en: 1. Lond. Hort. Soc. Cat. 147. 1831. 2. Hogg Fruit Man. 357. 1866. 3. Gaucher Pom. Prak. Obst. No. 92. 1894. 4. Bartrum Pears and Plums. 65, 71. 1903.
'Denbigh' está cultivada en la National Fruit Collection (Colección Nacional de Fruta) de Reino Unido, con el número de accesión: 1949 - 227 y nombre de accesión : Denbigh. Recibido por "The National Fruit Trials" (Probatorio Nacional de Frutas) en 1949.

## Características
'Denbigh' árbol de tamaño mediano, vigoroso, erguido, resistente, variable en productividad. Requiere suelo ligero y una posición soleada. Es auto estéril y necesita una variedad polinizadora para dar cosecha. Tiene un tiempo de floración que comienza a partir del 19 de abril con el 10% de floración, para el 24 de abril tiene una floración completa (80%), y para el 3 de mayo tiene un 90% de caída de pétalos.
'Denbigh' tiene una talla de tamaño medio (peso promedio 37,90 g.), de forma esféricos o ligeramente elípticos, mitades iguales, cavidad poco profunda, estrecha, abrupta, con la sutura muy poco profunda, a menudo una línea, con el ápice redondeado; Epidermis dura, que se separa fácilmente, y la piel color rojo oscuro con tintes de púrpura, salpicado de pruina fina blanquecina, puntos numerosos, pequeños, motas doradas; Pedúnculo de longitud medio (promedio 12.17 mm), calibre medio, muy pubescente, bien adherido al fruto;pulpa de color amarillo calabaza, textura bastante suave y jugosa, con sabor  que es subácida y un poco dulce. Las ciruelas de postre tienen un sabor más profundo subácido y dulce. Es esta profundidad de sabor y dulzura lo que distingue a 'The Vale of Clwyd Denbigh Plum' como diferente, cuando se cocina, el sabor se intensifica, se realza el dulzor natural de la ciruela y la textura de la fruta se deshace en la boca si se come caliente.
Hueso libre, de forma ovalada alargada, aplanada, las superficies rugosas y profundamente picadas, estrechándose hacia la base y el ápice, sutura ventral fuertemente surcada, con un ala distinta pero no prominente, y la sutura dorsal generalmente ancha y profundamente acanalada.
Su tiempo de recogida de cosecha se inicia en su maduración en la segunda decena de agosto.

## Usos
La ciruela 'Denbigh' se cultiva en el valle de "Clwyd" y está indisolublemente ligada al suelo galés en el que crece con su estatus de DOP, solo se puede cultivar en "The Vale of Clwyd" en el norte de Gales, donde la tierra está clasificada como uno de los suelos de un modo natural más fértiles en el Reino Unido. El Valle de Clwyd, con su tierra excelente y su microclima único, produce un alto rendimiento constante de ciruelas.
Si se requieren con fines culinarios, se cosechan a mediados de agosto antes de que maduren o si se requieren como ciruela de postre, se dejan madurar en el árbol y se cosechan a fines de agosto o principios de septiembre.

## 'Vale of Clwyd Denbigh Plum' (DOP)
La ciruela 'Denbigh' es la única variedad de ciruela nativa de Gales y se cultiva en el área geográfica designada de "Vale of Clwyd" (Valle de Clwyd) en el condado de Denbighshire, en el Norte de Gales. Como la primera fruta en unirse a la familia "Welsh IG" como producto DOP en 2019.